# Aikaterini Laskaridou

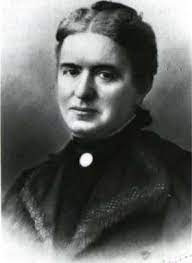
Aikaterini Laskaridou

Aikaterini Laskaridou (griechisch Αικατερίνη Λασκαρίδου Ekateríni Laskarídou, englisch Catherine Lascaridou, * 28. September 1842 in Wien; † 26. April 1916 in Athen) war eine griechische Pädagogin. Sie gründete die erste Mädchenschule und die erste Schule für Kindergärtnerinnen in Griechenland, außerdem machte sie die pädagogischen Ideen Friedrich Fröbels in Griechenland bekannt.

## Leben
Aikaterini Laskaridou war die Tochter von Maria Kazassi und Konstantinos Christomanos, beide Eltern stammten aus der Stadt Melnik, die heute zu Bulgarien gehört. Laskaridou wuchs in Wien auf, sprach Deutsch und Französisch und trug vor ihrer Eheschließung den Namen Aikaterini Christomanou. 1858 (nach anderer Quelle 1859) heiratete sie den wohlhabenden Kaufmann Laskaris Laskaridis (1828–1900), der aus Bursa stammte und in London aufgewachsen war. Nach Beendigung ihrer Studien in Wien zog Laskaridou nach Athen, in den noch jungen griechischen Staat. Sie hatte drei Töchter, Melpomeni (1872–1934), Sofia (1876–1965) und Eirini (1889–1954). Sofia Laskaridou wurde als Malerin bekannt. Sie war die erste Frau, die an der Athener Hochschule der Künste studierte und unterrichtete nach dem Tod ihrer Mutter jahrelang in deren Kindergärtnerinnenschule Kunst. Ihre Schwester Eirini Laskaridou gründete die erste Blindenschule Griechenlands und führte die Braille-Schrift in ihrem Heimatland ein.
Laskaridou hegte ihr Leben lang den Traum eines großen und vereinten Griechenlands und hielt auch deshalb die Bildung der jungen Generation und die Pflege der griechischen Sprache für ausgesprochen wichtig. Sie unterhielt Verbindungen zu griechischen Pädagoginnen der Diaspora in Odessa, Alexandria, Smirni und Thessaloniki (, das damals noch zum Osmanischen Reich gehörte,) mit dem Ziel, ihr Wissen weiterzugeben.

## Beruflicher Werdegang
Laskaridous Studien, ihre Lebenshaltung, ihr kreativer Geist sowie ihre Liebe zu Kindern motivierten sie, sich für die systematische Organisation der Vorschulerziehung in Griechenland und die Ausbildung von Kindergärtnerinnen zu engagieren.
Nach ihrem Studium an der Pädagogischen Akademie in Wien und ihrer Heirat gründete Laskaridou 1864 die Hellenische Mädchenschule (Ελληνικό Παρθεναγωγείο) in Athen. Die Hellenische Mädchenschule war zusammen mit einer ähnlichen Einrichtung in Ermoupoli die erste in Griechenland, die Mädchen eine über die Grundschule hinausgehende gymnasiale Bildung vermittelte. 1880, als sie selbst schon Mutter war, ging sie nach Dresden, um dort ihr Wissen über die pädagogischen Ideen Friedrich Fröbels zu vertiefen. Nach ihrer Rückkehr verbreitete sie Fröbels Theorien durch Veröffentlichungen, Vorträge und indem sie das Gelernte in ihrem Kindergarten umsetzte.
Der erste offizielle Lehrplan für die Vorschulerziehung in Griechenland, erstellt 1895, basierte auf Laskaridous Ideen. Kurz darauf, im Jahr 1897, gründete sie den ersten modernen Kindergarten Athens, auf Griechisch nipiakos kipos (Νηπιακός κήπος), der nach den Fröbelschen pädagogischen Prinzipien ausgerichtet war. Außerdem setzte sie sich für die Aufnahme des Unterrichtsfachs Gymnastik in den Lehrplan von Mädchenschulen ein und war maßgeblich an der Organisation von Werkstätten beteiligt, in denen bedürftige Frauen während des Türkisch-Griechischen Krieges 1897 eine rudimentäre Ausbildung erhalten konnten. Im Jahr 1906 richtete Laskaridou Abendkurse im Handarbeiten für Lehrerinnen ein. Sechs Jahre danach gründete sie die Höhere Mädchenschule Athen (Ανώτερο Παρθεναγωγείο Αθηνών) und die Nationale Kindergartenschule (Εθνικό Νηπιοτροφείο) für die praktische Ausbildung von Kindergärtnerinnen.
Laskaridou schrieb auch Bücher über die Erziehung kleiner Kinder und verfasste Kurzgeschichten.
Einen Großteil ihres privaten Vermögens nutzte sie, um ihre pädagogische Pionierarbeit zu finanzieren. Ihre Arbeit legte den Grundstein der Vorschulerziehung in Griechenland für Kinder im Alter von 3 bis 6 Jahren. Außerdem setzte sie sich für eine bessere Ausbildung von Frauen ein und gilt deshalb auch als Feministin.

## Auszeichnungen
Zu Lebzeiten erhielt Laskaridou das Silberne Kreuz des Erlöser-Ordens (Αργυρούς Σταυρός Τάγμα του Σωτήρος) in Anerkennung ihres Engagements in der Pädagogik.

## Veröffentlichungen (Auswahl)
- Πώς πρέπει να διασκεδάζωσι τα παιδιά (Wie Kinder unterhalten werden sollten), 1883.[9]
- Η τέρψις των παίδων. Διηγήματα (Διά παιδία 7-9 ετών) (Die Gnade von Kindern. Kurzgeschichten (Für Kinder von 7–9 Jahren)), Athen 1884.
- Το βιβλίον των μικρών μας (Διά παιδία 6-8 ετών) (Das Buch unserer Kleinen), Αthen 1884.
- Εικόνες του παιδικού βίου: Διηγήματα (δια παιδιά 8-10 ετών) (Bilder aus dem Leben der Kindheit: Kurzgeschichten (für Kinder von 8–10 Jahren)), 1885.
- Ολίγα τινά περί Φρειδερίκου Φροέβελ κατά την εορτήν της εκατονταετηρίδος των γενεθλίων αυτού τη 9/21 Απριλίου 1882 (Ein paar Dinge über Friedrich Fröbel anlässlich seines 100. Geburtstages am 9./21. April 1882), 1885.
- Πραγματεία περί του Φροβελιανού Συστήματος (Abhandlung über das Fröbelsche System), 1885.
- Ρυθμικα παιγνια – Δι’ οικογενειας και νηπιαγωγια. (Rhythmische Spiele für die Familie und den Kindergarten), Estia, Athen, 3. Auflage 1935 (erste Auflage 1887).[10]